# Excoecaria borneensis
Excoecaria borneensis är en törelväxtart som beskrevs av Ferdinand Albin Pax och Käthe Hoffmann. Excoecaria borneensis ingår i släktet Excoecaria och familjen törelväxter. Inga underarter finns listade i Catalogue of Life.